# Нищенко, Николай Владимирович
Никола́й Влади́мирович Нищенко (19 января 1959, Улан-Удэ — 2 сентября 1993, Херенвен, Фрисландия) — советский мотогонщик (спидвей на льду), чемпион мира в личном зачёте (1989). Заслуженный мастер спорта СССР (1992).

## Биография
Родился в посёлке Матросова города Улан-Удэ. В школе отставал в учёбе, был «трудным подростком», имел судимость за хулиганство.
В 1978 году пришёл в клуб ДОСААФ Улан-Удэ. Первый тренер — Валентин Андреевич Богданов. Начинающий мотогонщик быстро добился прогресса, стал чемпионом Бурятии по мотокроссу и спидвею.
В 1980 году Николай был призван в армию, попал в СКА ЗабВО, где его партнёрами по команде и наставниками стали мотогонщики Сергей Губич и Сергей Яровой. Продолжал заниматься мотокроссом, затем перешёл в ледовый спидвей.
В 1983 году дебютировал на чемпионатах СССР, заменив травмированного Сергея Губича. В том же году был включён в сборную СССР, но не допускался к международным соревнованиям из-за судимости.
В 1984 году отстранён от сборной.
В 1985 году получил тяжёлую травму — перелом костей таза. Спортивная карьера казалась законченной, но с помощью хирурга Гавриила Абрамовича Илизарова Николаю удалось преодолеть последствия травмы и вернуться на лёд.
В 1988 Николай Нищенко стал чемпионом РСФСР и СССР, а в 1989 он был допущен к международным соревнованиям и стал чемпионом мира в личном и командном зачётах. Через некоторое время был переведён в московскую мотокоманду ЦСКА.
Погиб 2 сентября 1993 года в Херенвене во время показательных выступлений на презентации нового автомобиля Вольво.

## Достижения
- Чемпион мира по спидвею на льду в личном зачёте (1989).
- Чемпион мира по спидвею на льду в командном зачёте (1989, 1990, 1991).
- Серебряный призёр чемпионата мира по спидвею на льду в личном зачёте (1990).
- Чемпион СССР по спидвею на льду (1988, 1990).
- Чемпион РСФСР по спидвею на льду (1988).

## Память
- Именем Николая Нищенко названа улица в посёлке Матросова.
- Проводятся соревнования по картингу и мотокроссу, посвящённые памяти Николая Нищенко
- Установлены мемориальные доски в поселке Матросова, а также на здании школы № 23[3], в которой учился Николай, и здании РОСТО (ДОСААФ) на Ключевской улице Улан-Удэ.